# Konstantine Mikaberidze
Konstantine Archilovitz Mikaberidze (géorgien : კონსტანტინე არჩილის ძე მიქაბერიძე ; russe : Константин Арчилович Микаберидзе), né en 1896 à Temriouk (Empire russe) et mort le 9 janvier 1973 à Tbilissi (RSS de Géorgie), est un réalisateur, scénariste et acteur russe puis soviétique.

## Biographie
Il est dans le monde du cinéma depuis 1918, d'abord comme acteur. En 1920, il entre au département d'art dramatique de l'Institut de théâtre de Tiflis, dont il sort diplômé en 1925. Sa popularité atteint son apogée au début des années 1920, lorsqu'il apparaît dans plusieurs films, notamment ceux d'Ivan Perestiani. En 1928, il s'est essayé à la réalisation et à l'écriture de scénarios.
Il devient Artiste émérite de RSS de Géorgie en 1945.
Il meurt le 9 janvier 1973 à Tbilissi (ex-Tiflis).

## Filmographie

### Acteur
- 1921 : Oubiïstvo Guénerala Griaznova (Убийство Генерала Грязнова) : ouvrier, révolutionnaire
- 1924 : Trois Vies (ka) (სამი სიცოცხლე) d'Ivan Perestiani
- 1925 : L'Affaire du meurtre de Tariel Mklavadze (ka) (ტარიელ მკლავაძის მკვლელობის საქმე) d'Ivan Perestiani
- 1925 : Naïezdnik iz Vaïld Vest (Наездник из Вайлд Вест)
- 1926 : Dina Dza-Dzou (Дина Дза-Дзу)
- 1926 : Khanouma (Ханума) : Ilo
- 1927 : Dva okhotnika (Два охотника) : Mguélia
- 1928 : Tsyganskaïa krov (Цыганская кровь)
- 1934 : La Dernière Mascarade (ru) (Последний маскарад) de Mikhaïl Tchiaoureli : Galipeli
- 1947 : Kolybel poèta (Колыбель поэта) : Papouna
- 1962 : Dva rasskaza (Два рассказа)

### Réalisateur
- 1929 : Ma grand-mère (Моя бабушка) + scénariste
- 1932 : Gassan (Гасан) + scénariste
- 1937 : Kadjeti (Каджети ) + scénariste
- 1939 : Zapozdaly jenikh (ru) (Запоздалый жених)
- 1941 : Forpost (Форпост)
- 1952 : Zouriko da Mariko (Зурико да Марико) + scénariste

### Scénariste
- 1956 : Volchebnaïa svirel (Волшебная свирель)